# Палкино (Грязовецкий район)
Па́лкино — деревня в Грязовецком районе Вологодской области России.
Входит в состав Перцевского муниципального образования, с точки зрения административно-территориального деления — в Перцевский сельсовет.
Расстояние по автодороге до районного центра Грязовца — 18 км, до центра муниципального образования Слободы — 8 км. Ближайшие населённые пункты — Полтинино, Лупочино, Кроплево.
По переписи 2002 года население — 186 человек (87 мужчин, 99 женщин). Преобладающая национальность — русские (99 %).